# Greta Fryxell
Greta Albrecht Fryxell (* 21. November 1926 in Princeton, New Jersey; † 24. September 2017 in Claremont, Kalifornien) war eine Meeresbiologin, die durch ihre Arbeiten zur Biologie und Taxonomie von Kieselalgen (Diatomeen, wissenschaftlich: Bacillariophyceae) bekannt ist. Sie wurde im Jahr 1996 zum Fellow der American Association for the Advancement of Science (AAAS) gewählt.
Die Standard-Autorenabkürzung G.A.Fryxell wird verwendet, um diese Greta Fryxell als Autorin anzugeben, wenn ein botanisches Taxon zitiert wird.

## Ausbildung und Karriere
Fryxell schloss ihr Studium am Augustana College (Illinois) 1948 summa cum laude ab und unterrichtete anschließend an Junior High Schools in Iowa. Sie war eine der ersten Frauen, die an der Texas A&M University zugelassen wurden, wo sie 1969 einen Master in Pädagogik erwarb.
1975 promovierte sie an der Texas A&M University über die Taxonomie ausgewählter Kieselalgen (Diatomeen).
Fryxell arbeitete an der Texas A&M University und an der University of Texas in Austin.

## Forschung
Fryxell wurde bekannt durch ihre Forschungen zum Phytoplankton, insbesondere zu Kieselalgen, bei denen sie Untersuchungen an Laborkulturen mit Proben kombinierte, die sie an verschiedenen Orten gesammelt hatte, u. a. im Nordatlantik, im Golf von Mexiko und in der Antarktis.
Auf diese Weise schuf sie einen Rahmen für die Taxonomie des Phytoplanktons.
An ihrem 70. Geburtstag wurde die Kieselalgen-Gattung Fryxelliella in Anerkennung ihrer Arbeit nach zur Taxonomie und Biologie der Kieselalgen nach ihr benannt.
1970 arbeitete Fryxell mit Grethe Rytter Hasle zusammen, um eine Methode zur Vorbereitung von Diatomeenproben für die Mikroskopie zu erarbeiten.
Gemeinsam veröffentlichten sie Beschreibungen zahlreicher Arten.
Im Rahmen ihrer Diplomarbeit mit Sayed El-Sayed beschrieb Fryxell die Kieselalgen in einer Probe, die bei der Shackleton-Expedition am 20. August 1908 in 50 bis 80 Nautischen Fäden (Fathoms) Entfernung von Cape Royds, Ross-Insel, genommen worden war.
Sie beschrieb kettenbildende Kieselalgen und die Evolution der Kieselalgen.
Im Nordatlantik untersuchte sie Diatomeen in der warmen Kernzone des Golfstroms (englisch warm core rings) und wie die warmen Strömung die Verteilung der Diatomeen verändert.
In der Antarktis untersuchte sie das Phytoplankton im antarktischen Packeis.
Zu Fryxells Forschungsarbeiten gehören Untersuchungen zu mehreren Arten der Kieselalgen-Gattung Pseudo-nitzschia und deren Rolle bei der Produktion von Algentoxine (darunter Domoinsäure) im Golf von Mexiko und an der Westküste der Vereinigten Staaten.
Sie hat sich auch allgemein mit Kieselalgen beschäftigt, die (wie Pseudo-nitzschia) Domoinsäure produzieren.

## Auswahl an Veröffentlichungen
- Grethe Rytter Hasle, Greta A. Fryxell: Diatoms: Cleaning and Mounting for Light and Electron Microscopy. In: Transactions of the American Microscopical Society. 89. Jahrgang, Nr. 4, 1970, S. 469, doi:10.2307/3224555, JSTOR:3224555 (englisch).
- Greta A. Fryxell, Gary A. Kendrick: Austral spring microalgae across the Weddell Sea ice edge: spatial relationships found along a northward transect during AMERIEZ 83. In: Deep Sea Research Part A. Oceanographic Research Papers. 35. Jahrgang, Nr. 1, 1988, S. 1–20, doi:10.1016/0198-0149(88)90054-4, bibcode:1988DSRA...35....1F (englisch, elsevier.com).
- Greta A. Fryxell, Grethe R. Hasle: Thalassiosira Eccentrica (Ehrenb.) Cleve, T. Symmetricasp. nov., and Some Related Centric Diatoms. In: Journal of Phycology. 8. Jahrgang, Nr. 4, 1972, S. 297–317, doi:10.1111/j.1529-8817.1972.tb04044.x (englisch).
- Greta A. Fryxell, M. Célia Villac, Lynda P. Shapiro: The occurrence of the toxic diatom genus Pseudo-nitzschia (Bacillariophyceae) on the West Coast of the USA, 1920–1996: a review. In: Phycologia. 36. Jahrgang, Nr. 6, 1997, ISSN 0031-8884, S. 419–437, doi:10.2216/i0031-8884-36-6-419.1 (englisch).
- J. W. G. Lund; Greta A. Fryxell (Hrsg.): Survival strategies of the algae. Cambridge University Press, New York and London 1984, ISBN 978-0-521-18008-5, S. 144, doi:10.4319/lo.1984.29.2.0442b (englisch). Reihe: Limnology and Oceanography, Band 29, Nr. 2.

## Auszeichnungen und Ehrungen
- 1997 wurde die Gattung Fryxelliella A.K.S.K. Prasad, K.A. Riddle & R.J. Livingston, 1997 (Bacillariophyceae incertae sedis) zu Ehren von Fryxells Arbeit über Kieselalgen (Bacillariophyceae) benannt.[8][28]
- Andere nach Fryxell benannte Phytoplankton-Taxa (Spezies) sind:
  - Actinocyclus fryxelliae Barron, 1991 (Coscinodiscales)[29][30]
  - † Poloniasira fryxelliana I. Kaczmarska & J.M. Ehrman, 2008 (Bacillariophyceen incertae sedis)[31][32]
  - Thalassiosira fryxelliae Sunesen & Sar, 2004 (Thalassiosirales).[33][34]
- 1988 erhielt Fryxell den Provasoli Award der Phycological Society of America[35] für eine Arbeit, die sie gemeinsam mit A. Michelle Wood und Russell Lande verfasst hatte.[36]
- 1996 wurde sie mit dem Award of Excellence der Phycological Society of America ausgezeichnet.[37][4]
- 1991 erhielt sie den Distinguished Achievement Award in Research von der Texas A&M's Former Students' Association[38]
- 1996 wurde sie zum Fellow der American Association for the Advancement of Science gewählt.[39][40]
- Im Jahr 2008 wurde ihr zu Ehren eine Festschrift herausgegeben.[41][42][43]

## Persönliches Leben
Greta Fryxell heiratete 1947 den Botaniker Paul Fryxell.
Drei ihrer Kinder trugen 2008 zu der sie ehrenden Festschrift bei: Karl J. Fryxell, Joan E. Fryxell und Glen E. Fryxell.